# Gądno
Gądno – (niem. Guhden), wieś w Polsce położona w województwie zachodniopomorskim, w powiecie gryfińskim, w gminie Moryń.
W latach 1975–1998 miejscowość administracyjnie należała do województwa szczecińskiego.

## Historia
Nazwa wsi (Guden) o słowiańskim rdzeniu wskazuje, że wieś powstała we wczesnym średniowieczu. Pierwsza wzmianka o wsi pochodzi z 1460. W 1464 należała do jednego rodów rycerskich z zamku w Moryniu stając się z czasem jego siedzibą rodową. Później wieś kilkakrotnie zmieniała właścicieli, którymi byli: rodzina von Schöning (od 1608), ród von Papstein (od 1765) i Friedrich von Mühlheim (od. 1800). Ten ostatni wybudował we wsi okazałą siedzibę składającą się z pałacu (ok. 1830), zabudowań gospodarczych i parku. W drugiej połowie XIX w. majątek stał się własnością rodziny von Globig z Saksonii, później przeszedł na własność rodziny von Rohr władającej nim do 1945. 
W czasie wojny wieś nie ucierpiała. Została jednak zdewastowana i rozszabrowana po jej zakończeniu. Pierwsi polscy osadnicy przybyli do wsi w 1946. Byli to repatrianci z Wołynia, z miejscowości Czersko i Czerniawka. Osadnicy otrzymali po 4 ha ziemi. Założona w trybie nakazowym Rolnicza Spółdzielnia Produkcyjna skupiała tylko 4 członków i po trzech latach została rozwiązana. Później we wsi funkcjonował PGR.
Przy wsi, nad brzegiem jeziora Morzycko, PGR w Witnicy wybudował ośrodek wczasowy, który obecnie znajduje się w prywatnych rękach.
W 1990 wieś wzbogaciła się o kościół powstały w wyniku adaptacji dawnego budynku kuźni (projekt przebudowy opracował Stefan Kwilecki).
We wsi zachowały się ruiny klasycystycznego pałacu oraz kamienno-ceglane zabudowania gospodarcze dawnego zespołu dworskiego. Zachował się również położony nad brzegiem jeziora i mocno zaniedbany park dworski z okazami cisa, daglezji zielonej, świerka kaukaskiego, wiązu górskiego, tawuły ożankolistnej, amorfy krzewiastej i in.

## Bibliografia

Gądno
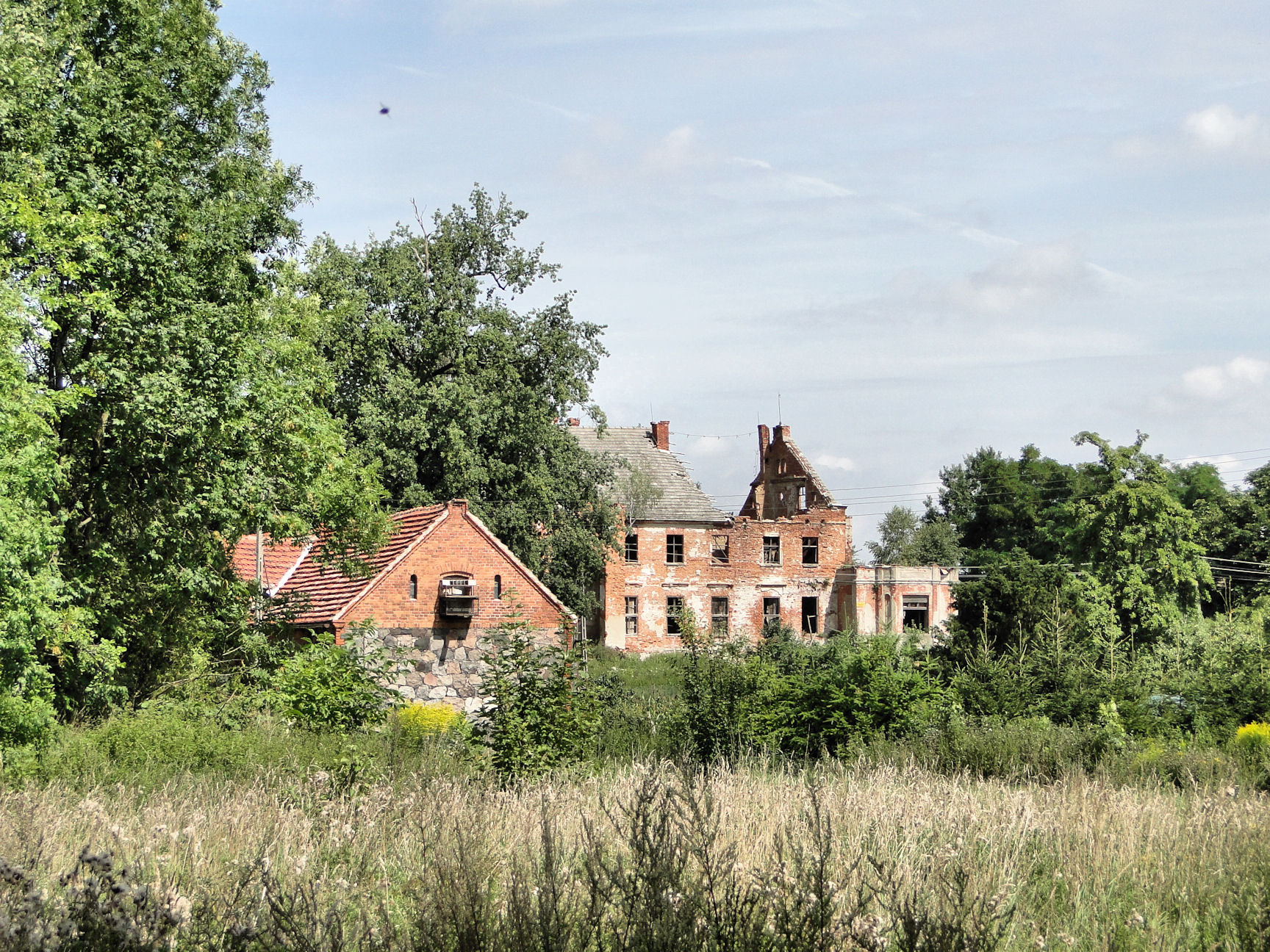
Pałac w Gądnie (ruina)
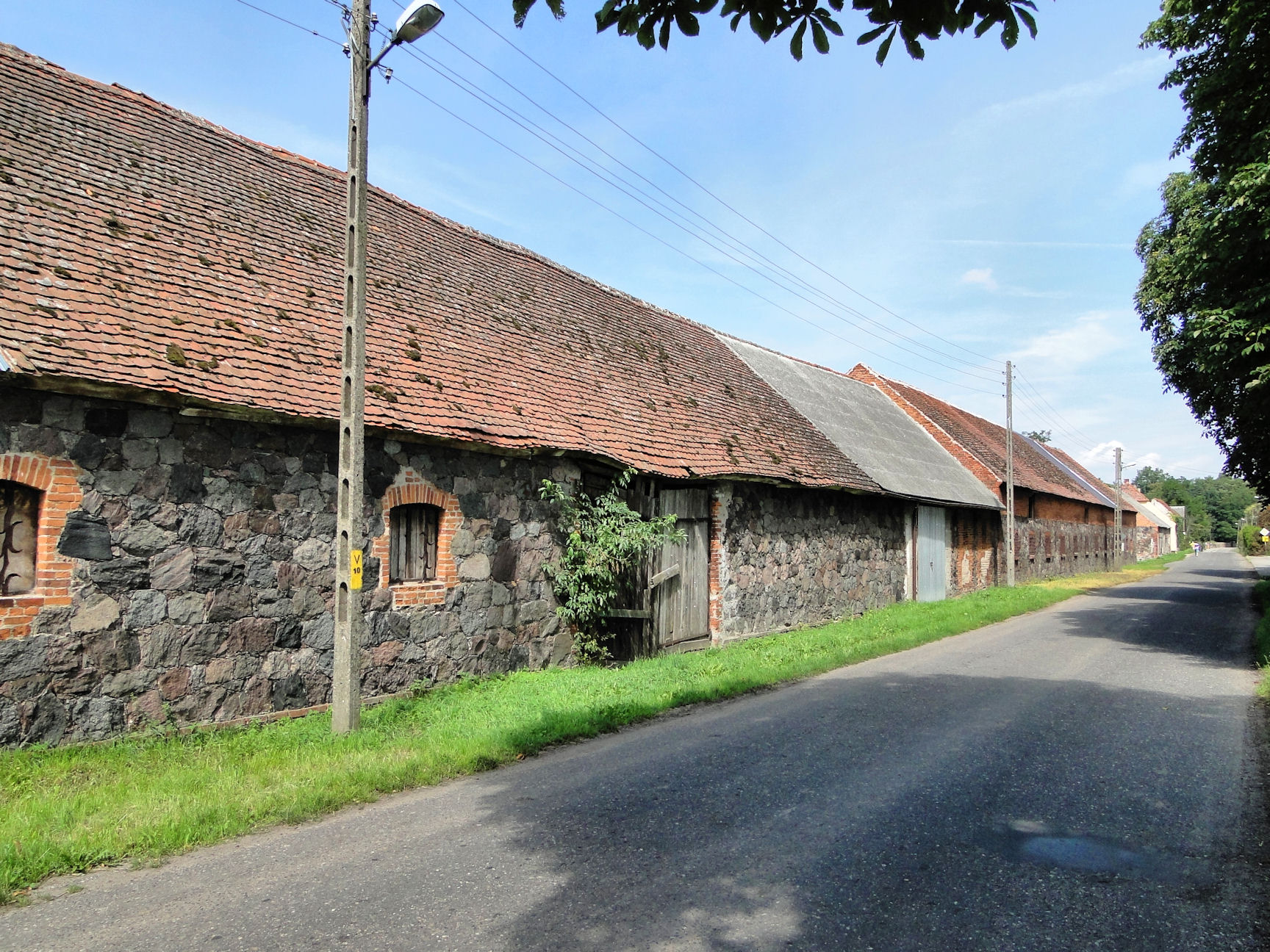
Budynki gospodarcze
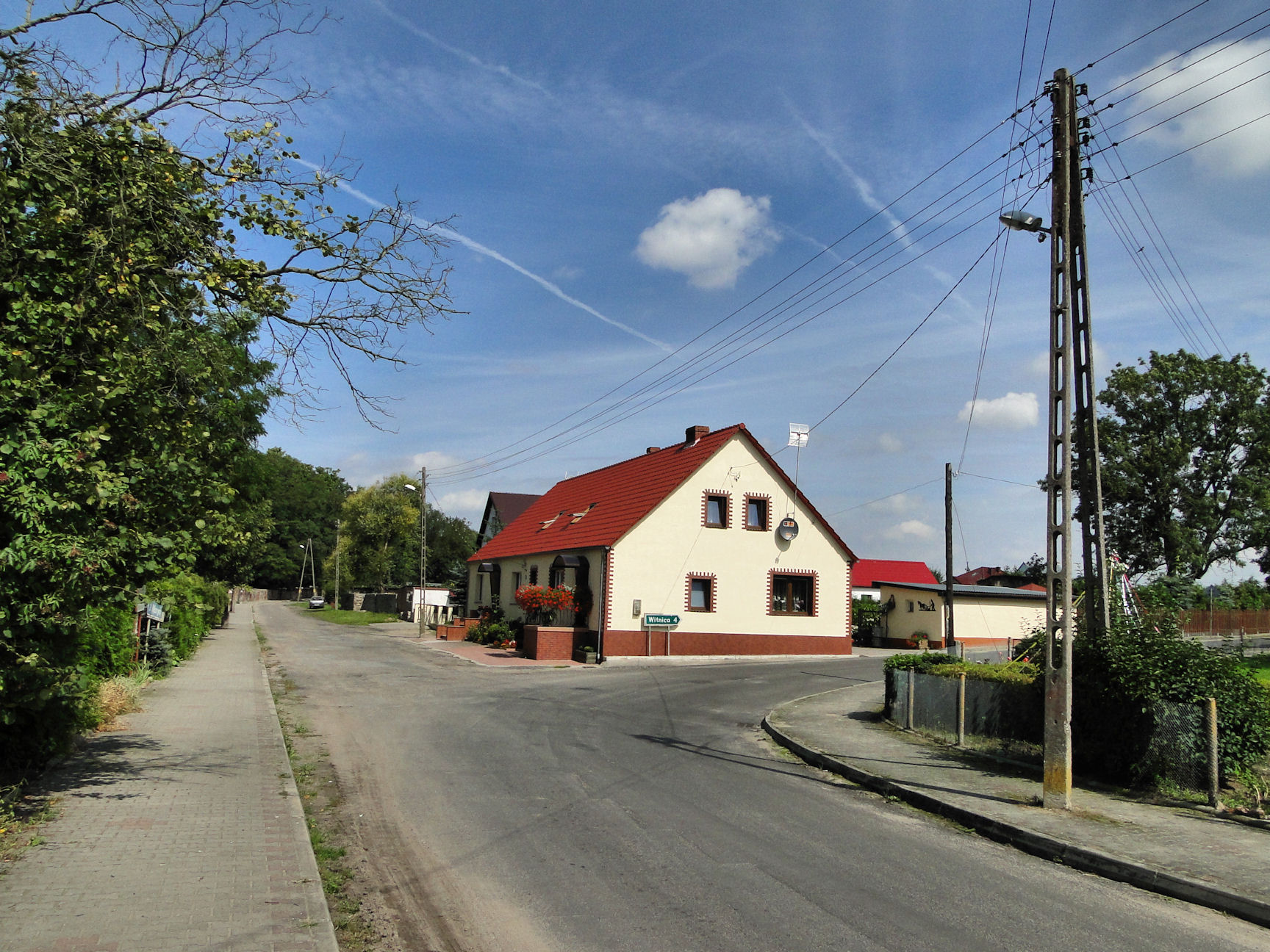
Centrum wsi